# The Triangle (film 1912 Campbell)
The Triangle è un cortometraggio muto del 1912 scritto e diretto da Colin Campbell.

## Produzione
Il film fu prodotto dalla Selig Polyscope Company.

## Distribuzione
Distribuito dalla General Film Company, il film - un cortometraggio di una bobina - uscì nelle sale cinematografiche statunitensi il 28 novembre 1912. Venne distribuito anche nel Regno Unito il 20 febbraio 1913.